# Living Tomorrow
Living Tomorrow is een internationaal opererende organisatie die projecten realiseert rond wonen, werken en leven in de toekomst. De innovatiecampus die op 15 september 2023 werd ingehuldigd, bevindt zich in Vilvoorde. 

## Over Living Tomorrow
Living Tomorrow realiseert sinds 1991 projecten die een visie op de toekomst weergeven. De organisatie begon als ‘het Huis van de Toekomst’ maar focust zich vandaag op wonen, mobiliteit, gezondheidszorg, slimme gebouwen en slimme steden. Ze fungeert als een toekomstgerichte onderzoeksinstelling, marketing- en co-creatieplatform voor bedrijven, overheden en organisaties. Ze doet ook dienst als inspiratiebron voor de bezoekers.  
De spin-out van Living Tomorrow, TomorrowLab, verzorgt advies- en dienstverlening aan organisaties en bedrijven in verband met strategie, innovatie en toekomstverkenning.

## Innovaties
Living Tomorrow demonstreert verschillende innovaties en vernieuwende producten. Bezoekers en partners krijgen op die manier de kans de toekomst te ontdekken, feedback te geven of zelfs samen te werken in een innovatief ecosysteem. De organisatie kan op deze manier helpen om deze innovaties en producten efficiënter en succesvoller op de markt te brengen. Zo ontstonden intussen al honderden succesvolle producten en -diensten die als eerste werden getest en getoond in Living Tomorrow.   
Voorbeelden
- De eerste domoticasystemen (Teletask & Philips - 1995)
- Google Earth look-a-like reisapplicaties (Thomas Cook & Sunjets - 1996)
- Barcodelezers om je boodschappen te bestellen (Carrefour & Zetes - 1996)
- Recycleren van PMD/restafval (Fost Plus -1997)
- Slimme deurbellen (Siedle - 1997)
- Electrochrome verduisterende ramen (Saint-Roch - 1997)
- De slimme brievenbus voor e-commerce en pack-stations (DHL - 2001)
- De eerste app voor bankieren (ING, 2003)
- Self-checkout in de supermarkt (Delhaize - 2007)
- Slimme energiemeters (Eandis & Engie - 2010)
- De ambulance drone (TUDelft - 2012)
- Zonne-laden voor EV’s (ABB - 2013)
- AI Digital Twin voor gezondheids-checkup (Medtronic - 2020)
- CO2 opslaan in beton (Holcim Lafarge – 2022)
- Holografische interactief gebouwmodel in 4D-BIM (Schüco – 2022)
- Het gebruik van drone-lichtshows als duurzaam alternatief voor vuurwerk (Drones-and-Lights – 2023)
- AI avatars die je begeleiden tijdens je diabetes zorgtraject (UZGent - Living Tomorrow - 2024)
- Intelligente spiegel die op 1 minuut meer dan 100 gezondheidsmetingen doet (MedicaVisie - 2025)

Door de aansluiting van veel bedrijven en overheden om nieuwe producten te ontwikkelen, testen en realiseren en door de samenwerking met bezoekers aan de hand van onder andere hackathons, is Living Tomorrow intussen uitgegroeid tot een internationaal gekende innovatiecampus, die momenteel nog steeds wordt uitgebreid.

## Ontstaan en geschiedenis
Ontstaan

In 1990 startte Frank Beliën met het Living Tomorrow project. Gedreven door vragen zoals: “Hoe verandert technologie ons leven? Hoe zullen we morgen leven, wonen en werken?”. In 1994 kwam Joachim De Vos aan boord en in 1995 opende het eerste “Huis van de Toekomst”. Het project werd officieel geopend op 16 maart 1995 door o.a. Bill Gates, toenmalig CEO van Microsoft en Belgisch premier Jean-Luc Dehaene. Bij de start werd er beloofd om elke 5 jaar een nieuw complex te realiseren, wat tot en met vandaag ook effectief gebeurt. 

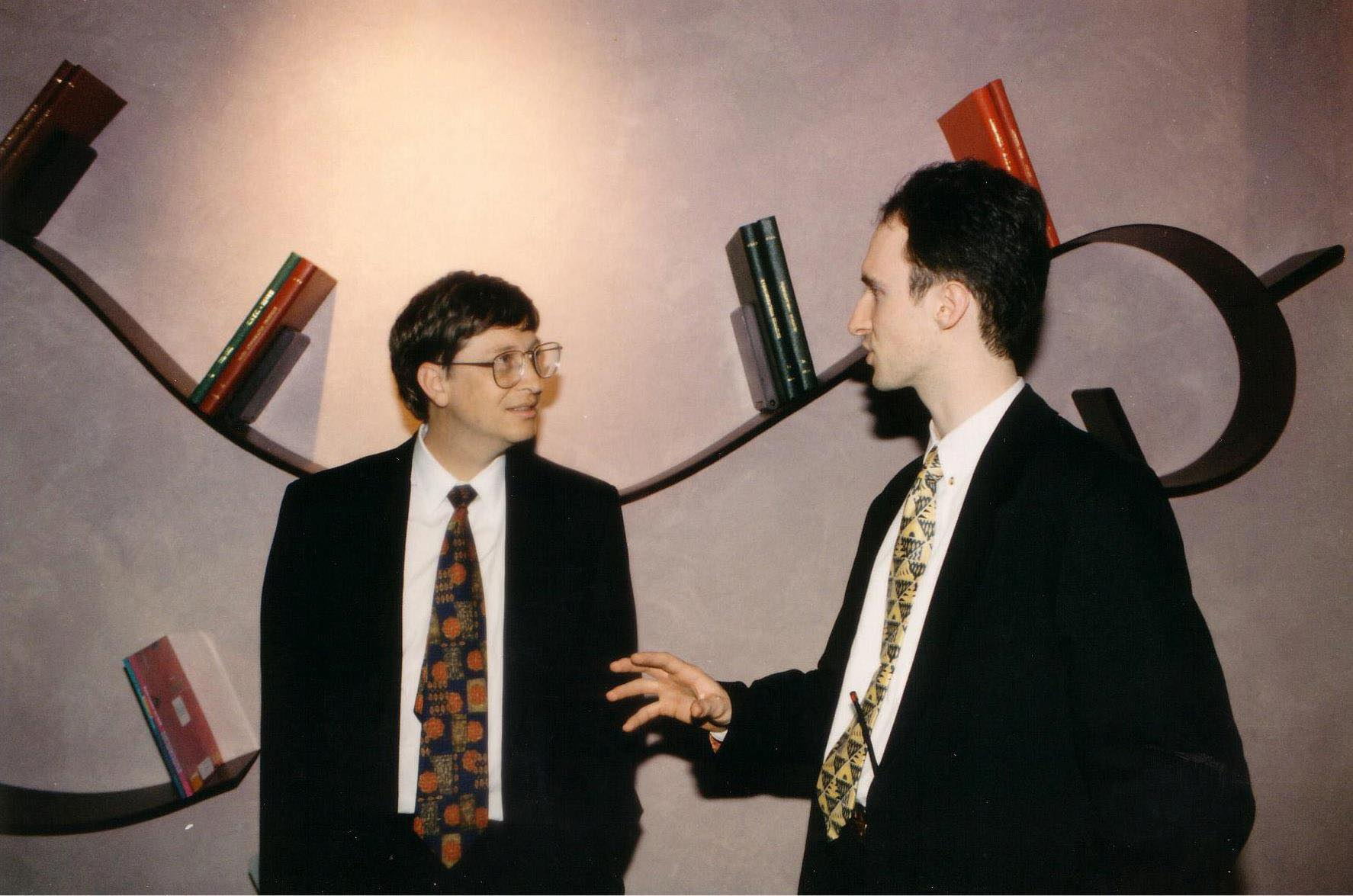
Bill Gates krijgt bij de officiële opening van Living Tomorrow toelichting van Joachim De Vos.

Huis van de Toekomst, Living Tomorrow I (1995-2000)
Het eerste “Huis van de Toekomst” werd gebouwd in Vilvoorde, naast de Ring van Brussel afrit 6. Het had 163 participerende organisaties en ontving tijdens de looptijd 300.000 bezoekers. Het liet de wereld kennismaken met domotica, barcodescanners, zonnepanelen, world-wide-webdiensten, de eerste website van België, 100MB LAN, de eerste ISDN-videoconferentie, ADSL, de gsm en de laptop. Ook de architectuur was vooruitstrevend door het gebruik van toenmalige innovatieve materialen zoals cellenbeton, laminaat gevelbekleding en een zinken dak zonder spouw. De architectuur werd volledig in 3D ontwikkeld door Androme (Universiteit Hasselt).  
Living Tomorrow II (2000-2005)
In 2000 werd naast het eerste gebouw een nieuw en groter complex gebouwd, Living Tomorrow 2. Het omvatte een nieuw Huis van de Toekomst en een Kantoor van de Toekomst. Er werkten meer dan 97 bedrijven aan mee en het bezoekersaantal steeg tot 550.000. Tal van innovaties werden in primeur voorgesteld: interactieve TV, IP-telefonie, spraakherkenning, delivery box en de elektrische auto.
Living Tomorrow Amsterdam (2004-2009)
In 2004 opende Living Tomorrow een gebouw in Amsterdam. Het project werd met de hulp van de Nederlandse overheid en 40 grotere bedrijven gebouwd. 750.000 bezoekers kwamen langs.  
De gebruikte revolutionaire ’blup’-architectuur, in samenwerking met UNStudio’s en Ben van Berkel zette een nieuwe bouwtrend in beweging en is vandaag nog steeds een blikvanger. Momenteel wordt het gebouw gebruikt door een Nederlandse bank.
Living Tomorrow III (2007-2012)
Op dezelfde locatie van het vorige gebouw in Vilvoorde kwam een nieuw project tot stand. Er werden meer dan 120 bouwinnovaties gebruikt (voornamelijk met kunststofmaterialen). Dit kan je nu nog zien aan de typerende blauwe schelp vooraan het gebouw. De grote eyecatcher was de keuken van de toekomst, getekend door Zaha Hadid, getiteld de Z-Island. Het technologische hoogstandje werd kort voor de opening tentoongesteld in het Guggenheimmuseum in New York. Sindsdien valt het futuristische meubel te bewonderen in Living Tomorrow. Het project kreeg 70 partners en 500.000 bezoekers.  
Living Tomorrow IV (2012-2017)
Living Tomorrow 4 bestond uit 2 deelprojecten. Het eerste luik omvatte de verdere uitbouw van het bestaande Living Tomorrow 3-gebouw met nieuwe demonstraties rond smart cities en elektrische mobiliteit. Alsook het energielandschap, de winkel en de gezondheidszorg van de toekomst. Deze demonstraties waren visualisaties van het toekomstonderzoek van zusterorganisatie Tomorrowlab, een adviesbureau rond strategie en innovatie. Ze werden uitgevoerd in nauwe samenwerking met bedrijven als Colruyt Groep, ABB, De Lijn, Randstad en bpost.
Een tweede luik omvatte de realisatie van een ‘living lab’ in Heusden-Zolder: de Zorgwoning van de Toekomst. Het project liep tussen 2013 en 2016 en bevatte een innovatieve assistentiewoning, een vernieuwende zorgkamer en een apotheek van de toekomst. Daarnaast werden technologieën en diensten geïntegreerd in een woonzorgencentrum dat plaats bood aan 200 senioren. Ook dat project introduceerde heel wat innovaties: remote diagnose via een intelligente spiegel, een 24/7 apotheekrobot, polypill, en een kunststofvloer in de badkamer. Het project kreeg 90 participanten en zorgde voor sensibilisering, onderzoek en ontwikkeling.

## Living Tomorrow innovatiecampus, generatie V (2023 - 2028)
Living Tomorrow is uitgegroeid tot een innovatiecampus in Brussel, België, ontworpen als een vooruitstrevend ervaringscentrum waar bedrijven, onderzoekers en beleidsmakers samenwerken om de toekomst vorm te geven. Met een investering van ongeveer €40 miljoen werd de campus officieel geopend in september 2023, en biedt het geavanceerde demonstraties, interactieve tentoonstellingen en strategische inzichten in opkomende technologieën.    
Naast het democenter beschikt Living Tomorrow nu ook over een hotel, twee restaurants, een snellaadstation en een volledig uitgerust evenementencentrum**. De eventfaciliteiten omvatten 10 vergaderruimtes, een eventhal en een auditorium met plaats voor 150 personen, waardoor het een dynamische locatie is voor conferenties, netwerkevenementen en innovatiegedreven bijeenkomsten.  
In het eerste jaar van operatie, 2024, verwelkomde het vernieuwde Living Tomorrow meer dan 100.000 bezoekers, die deelnamen aan rondleidingen, workshops en evenementen over de toekomst van wonen, werken en mobiliteit. De campus fungeert als een real-life markt- en consumentenonderzoekscentrum, waar bedrijven innovaties kunnen testen in een meeslepende, realistische omgeving voordat ze op de markt komen.  
In tegenstelling tot traditionele onderzoekscentra of beurzen stelt Living Tomorrow bezoekers in staat om direct te interageren met prototypes en toekomstgerichte oplossingen in een levensechte setting. Deze aanpak biedt waardevolle inzichten in consumentengedrag en markttrends, waardoor bedrijven hun innovaties kunnen verfijnen op basis van echte feedback.  
Als een knooppunt voor publiek-private samenwerking werkt Living Tomorrow samen met toonaangevende organisaties uit diverse sectoren om de impact van AI, robotica, duurzame energie, digitale gezondheidszorg en slimme infrastructuur te demonstreren. Door visie te combineren met tastbare innovatie blijft de campus een katalysator voor baanbrekende ideeën en transformatieve technologieën die de wereld van morgen vormgeven.
5 kernthema’s
Living Tomorrow en haar partners bundelen de krachten rond vijf thema’s: smart homes & services, smart mobility & logistics, smart health, smart buildings & infrastructure en smart cities & industry 4.0. Thema’s met een grote maatschappelijke impact, waar zowel burgers, organisaties, steden en gemeenten als bedrijven mee in aanraking komen. Zo wordt onder andere onderzocht welke rol AI kan spelen in gezondheidszorg, maar evenzeer hoe we in de toekomst slimmer zullen bouwen met aandacht voor duurzaamheid.
Partners
Om de nieuwe Living Tomorrow vorm te geven, worden deze editie 100 organisaties toegelaten in het project. Elk toonaangevend in hun vakgebied. Momenteel zijn zowat de driekwart van de plaatsen reeds ingenomen door onder andere: Mercedes-Benz, BWT, Proximus, Miele, BDO, Fluvius, Farys,Baloise, HP, AFAS, GroupS, Schüco en ABB.
Iconisch gebouw
De Living Tomorrow innovatiecampus is een toren die zowel qua architectuur als qua technologie zeer visionair is. De campus is gebouwd op de bestaande site van Living Tomorrow en geeft de skyline van de Brusselse Ring een toekomstgericht uitzicht. De nieuwbouw omvat naast de innovatieve demozones onder meer een congrescentrum en een hotel. De nieuwe vestiging is volledig energieneutraal en zet een hybride beleving centraal.  
Meeting & Event Center, hotel en Restaurant
Living Tomorrow beschikt ook over een uitgebreid meeting center. Met 10 vergaderzalen, waaronder een auditorium, lounge en VIP board room.
Met haar 12 verdiepingen huisvest het nieuwe gebouw eveneens een hotel met 92 kamers, Voco (onderdeel van de IHG-groep)
Living Tomorrow heeft ook een culinair restaurant op de bovenste verdieping, Sapor. Onder leiding van sterrenchef Marc Clement tovert zijn team betaalbare gastronomie op tafel met frisse, eigenzinnige creaties. Telkens met een knipoog naar de toekomst.